# アンジェロ・マリアーニ

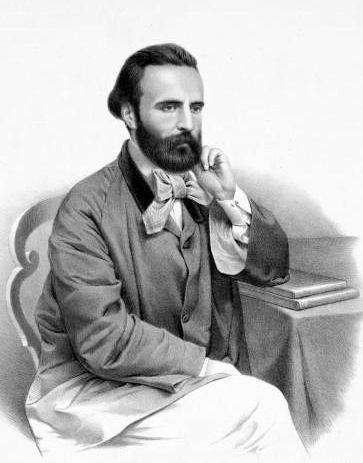
アンジェロ・マリアーニ

アンジェロ・マリアーニ（Angelo Mariani、1821年9月11日 - 1873年6月13日）は、ラヴェンナに生まれ、ジェノヴァに没したイタリア人指揮者。

## 略歴
生地の音楽院でヴァイオリンを学び、15歳のときヴァイオリニストとして音楽の道に入る。その後も和声や作曲の勉強を続け、1843年、マチェラータで正式にデビューした。作曲活動と音楽教師としての活動を続けながら、マチェラータ、ファエンツァ、ナポリで転々と指揮活動をし、やがて、ジュゼッペ・ヴェルディ、ジャコモ・マイアベーア、ジョアキーノ・ロッシーニ、リヒャルト・ワーグナーに絶賛されるなど指揮者として声価を確立した。ヴェルディ『アロルド』、フランコ・ファッチョ『アムレット』の初演、マイアベーア『アフリカの女』、ヴェルディ『ドン・カルロ』、ワーグナー『ローエングリン』のイタリア初演を手掛け、さらに1846年にミラノ・スカラ座音楽監督就任以降、ヴェルディ『二人のフォスカリ』『ナブッコ』の上演などで成功をおさめ、19世紀中葉のイタリアを代表する指揮者となる。1873年病没。スカラ座の後任にはかつてマリアーニが擁護したフランコ・ファッチョが就いた。

## 逸話
ソプラノ･ドラマティコのプリマドンナ、テレーザ･シュトルツ（1834年-1902年）はマリアーニの婚約者で、スカラ座初演のアイーダ役でもある。彼女はまもなくその利発さのためにヴェルディの心を捉え、1869年『運命の力』の準備中二人は急速に親しくなる。激昂したマリアーニはシュトルツとの婚約を破棄、以後ヴェルディならびにヴェルディ作品と訣別しワーグナーの積極的な紹介者となった。

## ポスト

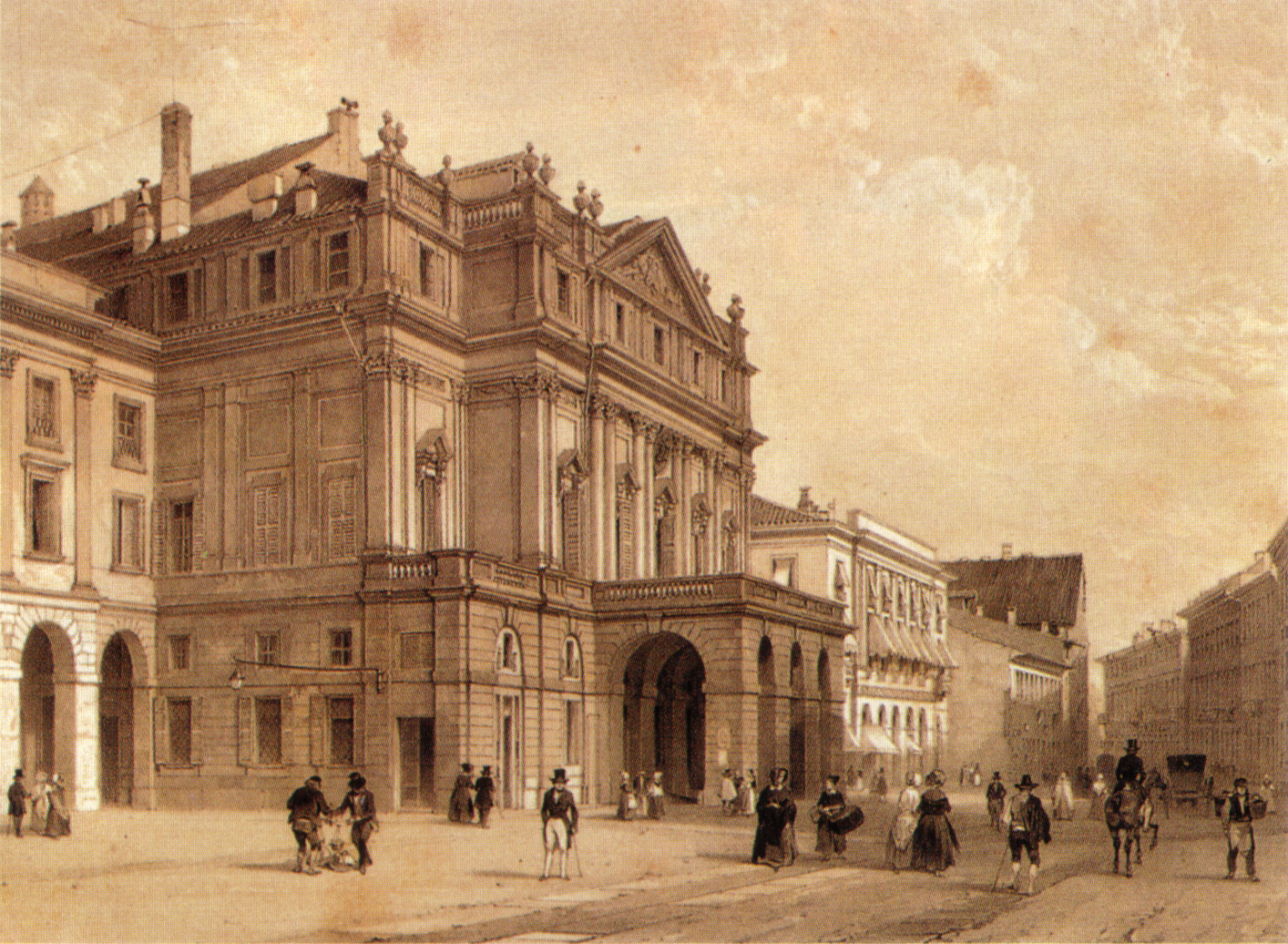
19世紀のスカラ座